# Douwd
Els douwd són una espècie d'immortals de l'univers fictici de Star Trek.
Són éssers formats d'energia i quan es volen manifestar en la seva forma real ensenyen una silueta humanoide brillant, tenen una gran quantitat de poder, tot i que no es tenen constància de tots ells, en un capítol de Star Trek: La nova generació, es troben amb un douwd que d'un atac de ràbia causa per una espècie on va atacar el poble on vivia pacíficament (fent-se passar per un mortal) va acabar amb un instant com tota aquella espècie, en aquell mateix capítol ensenyen com aquell douwd és capaç de crear qualsevol tipus d'il·lusió.